# Mănăstirea Negraia-Pătrângeni
Mănăstirea Negraia-Pătrângeni este o mănăstire ortodoxă din România situată în orașul Zlatna.

## Istoric
Poate nu întâmplător unul dintre altarele votive, în care sunt menționați cei mai înalți demnitari din administrația minelor de aur, se păstrează la Biserica M-tirii Negraia-Patrangeni. Altarul votiv cu capitel profilat, a cărui bază este înfiptă în pavajul bisericii, are un text în aparență șters, dar care poate fi citit fără dificultate, cu excepția numelui procuratorului.
Cereri Aug(usti)
Sacr(um)
(S)uriacus aug(usti n(ostri)
disp(ensator) aura(rium) cum suis
dedica(nte) A(ulo) Senec(io)
Leontiano( ) v(iro) e(gregio)
Proc(uratore)
Il non(as) lan(uraius) Laeto II
Et Cereale co(n)
s(ulibus)
Traducere: (Zeiței) Ceres Augusta închinare, Suriasus (sclav) al augustului nostru (și) casier general al aurăriilor: aurariae Daciae, dispensator.
Antroponimul procuratorului aurăriilor nu este sigur; în ce privește cognomenul său, la fel și datarea in luna ianuarie 215 consuli erau M. Maecius Laetus (a doua oară) și M. Munatius Sulla Cerialis.
Aceasta inscripție are o valoare documentară excepțională, cu caracter unic pentru istoria economică a lumii romane, ca să nu mai vorbim de importanța ei pentru reconstituirea istoriei economice din provincia Dacia. Ea scoate în evidență rolul pe care l-a jucat municipiul Ampelum în decurs de un deceniu și jumătate, oraș din care provin cele mai multe izvoare epigrafice referitoare la organizare minelor statului din toate provinciile romane. Acest altar votiv reprezintă încă o dovadă pentru faptul că mineritul aurifer s-a practicat în Dacia neîntrerupt de la cucerirea provinciei  până în sec. III d. Hr.
Cât privește începuturile vieții monahale pe aceste meleaguri ,sunt atestate din a doua jumătate a secolului al XVIII-lea.
Sfânta Monastire Bulzu ( denumire dată de la „bulzii” de calcar, monumente ale naturii) situată în cătunul numit Valea Bulzului (aparținând de satul Petringeni), nu a putut fi precizată de cercetătorii bisericești, ba s-a spus că a dispărut fără urmă, asemenea satului care o adăpostea, și care probabil se afla undeva pe lângă Câmpeni. Această mănăstire nu poate fi alta decât cea despre care vorbesc bătrânii satului Valea Mică (denumire dată cătunului Valea Bulzului, la începutul secolului trecut), adică Mănăstirea Bulzului, aparținătoare de Pătrângeni pentru că până la începutul sec. XX  în toate statisticile aceste două sate apar sub denumirea de Pătrângeni. Siminica Ioan povestea că tatăl său era prieten cu călugării, din mănăstirea așezată în partea dreaptă a intrării în cimitirul satului, unde prin anii 1960 se mai vedea încă bine  pietre din temelie.
Se crede că primele începuturi au fost chiar sub „Bulzul” cel înalt numit și „Degetul lui Dumnezeu”, loc de rugăciune și comuniune cu Sfânta Treime, la poalele căruia se pot observa și acum grote care au găzduit pe primii pustnici                                             
Cu timpul aceștia au coborât de sub stânca de calcar la numai 150 de metri spre sud-est unde și au construit o bisericuță din lemn și chilii pentru călugări .Casa ce se știa din tradiția preoților  și credincioșilor bătrâni, că fusese a acestor monahi (mai exista în anul 1960, după spusele preotului V.P . Olea,care a vizitat-o)  era un dreptunghi cu fața spre sud, cu două nivele. Jos puțin în pământ erau două încăperi din piatră-zid cca. 80 cm. gros cu un coridor deschis în față , dimensiune totală 7–8 m. Din coridor o scăriță urca la al doilea nivel unde era un coridor tot deschis în față și trei încăperi:una mică de 2/3 m ,în capătul ei o cămăruță de cca.2/2 și lateral spre est „casa dinainte” mai mare, tavanul din lemn fiind sprijinit pe o grindă de stejar crăpată și înnegrită de vreme ,dar pe care se mai putea  citii inscripția cu chirilice „Robul D(omnului)  Pătru 1725”. Acoperiș  cu paie.
Vatra fostului locaș monahal (bisericuța)  avea dimensiunile de 11m lungime și 6 m lățime.
La jumătatea secolului al XVIII-lea Ortodoxia a cunoscut un moment esențial în exprimarea ei românească-transilvăneană, moment „de foc” determinat de răscoala călugărului Sofronie, care-i îndemna pe români să-și păstreze credința ortodoxă, și Împărătesei și Guvernului ardelean li-se cerea să li se respecte credința ortodoxă, iar cei arestați pentru credință să fie eliberați.
După ce a fost eliberat de către autoritățile de la Bobâlna și Abrud, Sofronie a convocat un sobor de preoți și mireni la Zlatna, în august 1760, unde se expun doleanțele poporului român ortodox.
Printre participanții major implicați în răscoala lui Sofronie se înscriu doi călugări stabiliți la mănăstirea Bulzu (situată în cătunul cu același nume din satul Pătrângeni, de lângă Zlatna, cf. Ștefan Meteș , Mănăstirile românești din Transilvania și Ungaria, Sibiu, 1936, cit. p XII), pe numele lor Efrem și Teodosie. Cel din urmă a jucat un rol important. În derularea evenimentelor, înrolându-se cu trup și suflet în mișcare Cuviosului Sofronie și devenind, din călugăr unit (la mănăstirea Plosca, comitatul Hunedoara), unul din cei mai vajnici apărători ai Ortodoxiei. O vreme s-a refugiat într-o mănăstire din Țara Românească de unde s-a întors gata de propagandă pentru abandonarea unirii, s-a stabilit la Bulzu între anii 1761 -1767. În 1766 preotul Nicolae din Abrud denunță episcopului Dionisie Novacovici pe Efrem și pe Teodosie ca fiind spioni: "Spionii lui Sofronie, aceștia adică Efrem și Teodosie, I-am aflat unde sunt, prinzându-le și cartea, care o voiu arăta de o va vedea Preasfințitul unde scrie." Episcopul Dionisie a întrebat într-o scrisoare adresată preoților Ioan Morar din Câmpeni și Nicolae din Abrud: "la Bulz la mănăstire, popa Teodosie șpionul cu a cui știre au șezut acolo și cu a cui slobozenie s-au dus de acolo?." Răspunsul nu este greu de dat . Iată un fragment din scrisoarea lui Teodosie, din iulie 1766, către protopopul Simion Stoica :,, bunule părinte”…,, știi bine câtă nevoie am pătimit , fusei prins la Sibiu; mă scoseseră din Sibiu cu nemții, până mă scoase din țară afară. Dară încă cu câtă nevoie am trăit  în Țara Românească, până ce am trecut muntele iarăși dincoace, câtă frică și nevoie am pătimit ,numai având noroc, că fiind și fratele Efrem călugărul care și el a fost prins împreună cu mine, știind sama muntelui și având cunoștință cu dumniata …. am osârduit să dăm față cu dumniata.”
Acest fragment de epistolă arată că cei doi au fost prinși la Sibiu și expulzați în Tara Românească, după care au revenit pe ascuns în Ardeal și tot pe ascuns s-au stabilit la Mănăstirea Bulzu, loc cunoscut numai protopopului Simion Stoica (după Augustin Bunea) „unde știi că mă aflu”. Toate acestea s-au petrecut cu ceva timp înainte de 1 iulie 1766, data scrisorii pe care Teodosie a expediat-o protopopului Simeon și pe care preotul Nicolae a „prins-o”. Tot în acest timp preotul Nicolae raportează episcopului Dionisie că n-a reușit să-i prindă  deoarece au fugit.
De la această dată, până la 1805, nu se mai cunosc prea multe date despre mănăstire ,numai din tradiția locală și două inscripții: cea de pe grinda casei (menționată mai sus) datată  1725 și cea de pe clopotele aflat în biserica satului Valea Mică (Valea Bulzului) inscripția în chirilică  : „ACEST CLOPOT IASTE A MĂNĂSTIRII DE LA BULZ A(NUL) 1777 – POPA PĂTRU”. Clopot document (amândouă inscripțiile sunt menționate de preotul Valer Petru Olea în articolul despre MĂNĂSTIREA BULZU). Mai apar consemnări  de nume ca: Popa Pătru, Gavrilă și Ioan, anteriori anului 1760.
În 1805 (1809) printr-un act al Guvernului transilvan cu nr. 9654 se desființează mănăstirea pe motivul că se făcea contrabandă cu piei de animale din Țara Românească. S-ar putea deduce că monahii  aduceau piei folosite la îmbrăcarea cărților de cult, pe lângă celelalte obiecte necesare cultului ortodox și care le achiziționau tot din Țara Românească: cărți, candele, cădelnițe, Sfântul Mir etc., din care o parte s-au păstrat în zonă sau în colecțiile Muzeului Unirii și ale Episcopiei noastre  din Alba Iulia. Semnificativ ni-se pare însemnarea de pe un „Triod al săptămânii mari” tipărit la București în 1726 (azi în biblioteca Muzeului Unirii Alba Iulia) dăruit de preotul Ioan Cărăban Mănăstirii Bulzului.
Bătrânii satului spuneau că cei trei călugări rămașii în zonă după desființarea mănăstirii, s-au luptat o perioadă cu împrejurările neprielnice și apoi au plecat în Tara Românească.
La inventarul din 1969 efectuat la Parohia ortodoxă din Valea Mică s-au evidențiat mai multe cărți de cult și icoane rămase de la Mănăstirea Bulzului. Acestea erau: 3 Evanghelii din 1700- 1732, 1  Penticostar din 1743, 1 Triod 1761, toate în chirilică veche, într-o stare,,bună „ sau „ rea”.
De asemenea au rămas  și multe icoane , pentru că călugării  se ocupau cu pictura. Dintre icoanele pictate pe sticlă amintim: Domnul Iisus Hristos, Sfinții apostoli Petru și Pavel,Schimbarea la față, Sfinții împărați Constantin și Elena. Icoane pe lemn Maica Domnului cu Fiul în brațe , Mântuitorul Iisus Hristos, Sf. Ioan Botezătorul, Sf. Nicolae, Sf. Vasile, Cina cea de Taină, Înălțarea Domnului, Buna Vestire, Intrare în biserică  a Mântuitorului. Tot de la Mănăstirea Bulzului se păstra și  clopotul mic pe care erau inscripționate în chirilică,cuvinte din care se deducea apartenența clopotului la mănăstire.
Din ruinele vechii mănăstirii s-a adus simbolic material pentru zidirea noii Biserici de la NEGRAIA-PATRANGENI construită în anul 1909 cu sprijinul preotului Teodor Dușa . Biserica este zidită din piatră și cărămidă și are o lungime de 22 m și o lățime de 8 m.
Având în vedere că în această zonă a existat o mănăstire , în anul 1993 a fost înființată Mănăstirea BUNA-VESTIRE PATRANGENI. De Sfintele Rusalii ale anului 1993, un sobor de preoți în frunte cu Î.P.S.  Arhiepiscop Andrei al Alba Iuliei au sfințit piatra de temelie a noii mănăstiri.
Primii truditori care au început lucrările de construcții au fost două maici : Monahia Arsenia Pană și Antuza Știrban, venite de la  M-tirea Agapia. S-a turnat fundația la corpul de chilii și datorită unor împrejurări deosebite, lucrările   au fost sistate, iar cele două maici s-au întors la mănăstirea de metanie.
La 1 mai al anului 1997 este numit ca preot și stareț de către Î.P.S. Andrei, Episcopul Alba Iuliei, în a cărui jurisdicție se află mănăstirea, arhimandritul Serafim Măciucă care  a fost stareț și la Mănăstirea Nicula .
Venind la Mănăstirea Pătrângeni, arhimandritul Serafim  în vârstă de 76 de ani, reîncepe lucrările, la chilii, începând construcția la Paraclis, precum și lucrările de introducere a gazului metan și a apei potabile.
În anul 2000 de ziua hramului mănăstirii Buna Vestire, la 25 martie s-a sfințit piatra de temelie la Paraclis , de către Î.P.S. Arhiepiscop Andrei al Alba Iuliei cu un sobor de preoți, dându-se hramul Sf. Serafim de Sarov.
În luna septembrie  a anului 2001 din încredințarea Î.P.S. Andrei al Alba Iuliei, iubitor al acestei vetre monahale, obștea mănăstirii se întregește prin venirea Maicii starețe monahia Emiliana Mardare, a preotului duhovnic ieromonahul Spiridon Solomon și a încă două maici.
De la această dată și până prezent complexul  monastic a cunoscut o linie ascendentă
Se construiește clopotnița și pe data de  21 decembrie 2001 în cadrul unei slujbe arhierești au fost sfințite clopotele: unul mare, în greutate de 210 kg. Și unul mic de 85 kg. Turnate la S.C. „Brândușa” Baia Mare, și donate Sfintei mănăstiri de familiile: ing. Ilie Nistor și ing. Florin Ardean, ctitorii principali. Tot atunci s-a dat binecuvântare pentru săvârșirea slujbelor în biserica Paraclis și s-a pus al doilea hram: Sf. Proroc Ilie Tesviteanul. Se continuă lucrările la Paraclis: se construiește pronaosul, la începutul anului 2002 se înlocuiește acoperișul punându-se tablă de aluminiu, se amenajează intrarea construindu-se scările.
Pe data de 1 iulie 2002 se începe pictura în altarul Paraclisului, fiind finalizată în ajunul hramului Sf. Proroc Ilie Tesviteanul. La sfârșitul lunii iulie încep lucrările la noua clădire. În perioada octombrie- decembrie se continuă pictura în naosul și pronaosul Paraclisului, iar pe data de 21 decembrie 2002, în cadrul slujbei arhierești oficiată de Î.P.S. Andrei al Alba Iuliei, se binecuvântează pictura. Pentru realizarea picturii menționăm contribuția donatorilor :  Ilie Nistor , Sorina Vodă, Florin Ardean, Prof. univ. dr. Adrian Dumitru Crăciunescu din Timișoara, Romanița Ana și Fronoiu Ion și a altor donatori.
Catapeteasma, tetrapodele, stranele și ușa au fost sculptate de  către d-nul Cernușcă Traian din Zlatna.
În primăvara anului 2003 s-au efectuat lucrările de amenajare exterioara la vechea clădire și s-a construit pridvorul la Paraclis. S-au continuat apoi lucrările la noua clădire, în luna noiembrie punându-se acoperișul. 
În anul 2004 s-au continuat lucrările la noua clădire finalizându-se interiorul, la parterul clădirii care este compus din trapeză, bucătărie, bibliotecă și muzeu. S-a construit zidul de susținere din fața noii clădiri.
Pe data de  16 iulie 2004 în cadrul slujbei arhierești oficiată de Î.P.S. Andrei al Alba Iuliei împreună cu un sobor  de preoți s-a sfințit piatra de temelie la Altarul de vară. Până la sfârșitul anului 2004 s-au finalizat lucrările de tencuire exterioară la noua clădire, s-a construit Altarul de vară și s-a pus acoperișul pe el.
Cu prilejul Hramului ,,Buna Vestire” din anul 2005 s-a oficiat prima slujbă în Altarul de vară. Sfânta Liturghie a fost oficiată de un sobor de 14 preoți, în frunte cu Părintele exarh arhimandrit Andrei Barbu și Părintele protopop Niculiță Pascu,  părintele prodecan Emil Jurcan, înconjurați de numeroși credincioși (780 de oameni). În perioada următoare s-au mai efectuat unele  lucrări la turla  Altarului de vară și s-a amenajat spațiul verde dintre  Biserica veche și Paraclis.
S-au efectuat  lucrări de consolidare a Bisericii vechi , s-a schimbat acoperișul, s-a înlocuit tabla de pe turlă, s-au înlocuit geamurile,  și s-a construit pridvorul. În luna iulie 2005  se aflau în faza de finalizare și lucrările de amenajare a muzeului mănăstirii ,cu contribuția Prof. univ. dr. Volker Wollman.
În luna august s-au început lucrările  la gardul de piatră din fața mănăstirii (spre vest) pe o lungime de aproximativ 150 de metri. În luna octombrie 2005 s-au început lucrările de tencuire la Biserica Veche și lucrările de amenajare a parcării de la intrarea în incinta mănăstirii.
În primăvara anului 2006 se finalizează lucrările exterioare la Biserica veche: se vopsește exteriorul,se toarnă  trotuarul din jurul bisericii și se plachează  soclul cu travertin.În luna  mai s-a început pictura , în tehnică frescă, la Biserica veche, pictor fiind  Gicu  Hodea cu ucenicii. În vara anului 2006 s-au mai efectuat unele lucrări la Clădirea nouă, construindu-se garajul a cărui  platforma devine terasă pentru bucătăria mănăstirii, ulterior se construiește și marchiza.
În perioada 1-15 august 2006, în Postul Adormirii Maicii Domnului, s-a organizat la mănăstire Tabăra de Iconografie și Pictură religioasă „Acatistul Maicii Domnului”, cu participarea Centrului de creație și cercetare „Icoana”, din cadrul Facultății de Teologie Ortodoxă din Cluj – Napoca - Prima Ediție. În luna noiembrie 2006 se finalizează lucrările de pictură la Biserica veche și se încep lucrările de placare interioară cu marmură și travertin.
La începutul anului 2007  se finalizează lucrările la :mobilierul din Biserica veche (străni,tetrapoade,analog) și  icoanele din catapeteasmă. La  25 martie 2007, cu prilejul Hramului „Buna Vestire” se sfințește Biserica veche, de către Î.P.S. Arhiepiscop Andrei al Alba Iuliei, cu un sobor numeros de preoți.
Tot la această dată are loc și deschiderea oficială a muzeului mănăstirii.

## Muzeul
Constituită în anul 2005, la inițiativa  cinului monahal de la Mănăstirea ortodoxă cu hramul „Buna Vestire” din Negraia – Pătrânjeni, colecția muzeală a fost concepută și organizată astfel încât să reflecte istoricul ansamblului monastic din aceste locuri, cu rădăcini adânci în viața monastică a văii Ampoiului, ce coboară în trecut până la nivelul secolului XVIII.
Expoziția în sine este organizată în două săli, prima cuprinzând mărturii și artefacte care atestă tradiția vieții monahale, istoricul mănăstirii și particularitățile de cult ale lăcașului mănăstirii. Sunt expuse icoane, sfeșnice și alte obiecte de cult din inventarul vechii mănăstiri, precum și carte veche românească datată în a doua jumătate a secolului XVIII .
Monumentul roman ce era depus ca și picior al mesei altarului în biserica ridicată la 1910, a fost adus în această expoziție din considerente de conservare, în biserică fiind umiditate ridicată, partea inferioară a monumentului a început să sufere degradări ireversibile care constau în desprinderi ale primului strat de piatră pe care era realizată și inscripția, datorită infiltrațiilor masive de umiditate în structura pietrei. Din considerente de conservare într-un spațiu controlat microclimatic cu aparat de dezumificare, a fost adus acest monument roman refolosit ca și picior al prestolului, în cadrul unui obicei atestat destul de frecvent doar pe Ampoiului, a Almașului, sau în Țara Hațegului, cu trimitere la originea latină a poporului român.
Astfel, viața și trecutul mănăstirii Negraia, precum și a fostei mănăstiri a Bulzului au fost reconstituite în această primă sală a expoziției.
Cea de-a doua sală a expoziției încearcă să redea secvențe din istoria și trecutul comunităților din aceste spații ale văii superioare a Ampoiului.
Preistoria locurilor este reprezentată de o vitrină cu materiale arheologice aparținând eneoliticului final (cultura Coțofeni), epocii bronzului și primei epoci a fierului - perioade atestate prin descoperiri arheologice fortuite dar și prin cercetări arheologice.
Epoca romană este cea mai importantă perioadă din istoria veche a zonei, unde era amplasat anticul oraș Ampelum – centrul administrației minelor romane din Dacia și sediul acelui procurator aurariarus , care răspundea de exploatările romane de aur și argint ale Daciei romane. Mai multe vestigii arheologice de epocă romană atestă intensa viață urbană din zonă, exploatările miniere din teritoriul anticului Ampelum fiind atestate și prin exploatările de mercur încă din perioada romană, materialul didactic aferent expoziției oferind și reconstituirea unui complex de cuptoare pentru producerea mercurului prezent în apropiere, la Valea Dosului, produs indispensabil în separarea aurului.
Orașul Zlatna în evul mediu târziu și în epoca modernă, este definit tot de exploatările miniere, reluate mai intens începând cu secolul XVII și apoi din secolul XVIII odată cu introducerea de tehnici și instalații moderne de către administrația austriacă a Transilvaniei.
```
Mărturiile lui Martin Opitz – cărturar umanist care în secolul XVII a fost adus de către principele Gabriel Bethlen, ca profesor la Colegiul Academic de la Alba Iulia, vin să reconstituie bogatele urme romane prezente peste tot în această zonă de dezvoltare a orașului Ampelum. Aceluiași autor I se datorează și volumul celebru „Zlatna – la cumpăna dorului” lucrare care arată cât de mult a impresionat această vale a Ampoiului marele poet umanist, care vedea peste tot în zonă o romanitate târzie.
```

Întemeierea vechii uzine de preparare încă din secolul XVIII (1747), dovedește odată în plus interesul stăpânirii austriece în dezvoltarea exploatărilor miniere din munții Apuseni, dar și faptul că aceasta era una din ocupațiile principale ale comunităților locale de pe Valea Ampoiului, la jumătatea ei superioară, și alături de creșterea animalelor ori agricultura de subzistență.
Ocupațiile acestea tradiționale sunt redate prin expunerea unor obiecte autentice folosite în gospodăriile vechi, sau în minele din apropiere. Este vorba de unelte agricole, obiecte de uz casnic, unelte pentru minerit, sau ustensile i pentru albinăritul tradițional.
Frumusețea portului popular, a cântecelor și obiceiurilor tradiționale – atât de frumos cântate de Martin Opitz în lucrarea amintită, a fost redată prin reprezentarea a două costume populare autentice din zonă, de bărbat, respectiv de femeie, precum și a unor țesături tradiționale care făceau parte din zestrea fetelor de măritat.
Nu putea lipsi evocarea unor momente dificile din viața atât de greu încercată a mocanilor și moților – care, atunci când nu au mai putut îndura umilințele au răbufnit violent, în încercări de obținere a unor drepturi sociale și politice. Sunt redate momentele luptelor din timpul răscoalei din 1784, conduse  pe valea Ampoiului de Horia și Cloșca, precum și anii revoluționari 1848-1849, cu personalitatea celui care a fost Avram Iancu – fostul elev al Gimnaziului de la Zlatna.
Colecția muzeală beneficiază de material didactic și mobilier de expunere la standarde muzeale moderne, precum și de aparatură de control a microclimatului, astfel încât piesele expuse pot fi controlate din punctul de vedere al stării de conservare.
Colectivul Muzeului Național al Unirii, care a asigurat asistența de specialitate la constituirea acestui muzeu a beneficiat și de susținerea reputatului muzeograf Volker Wolmann de la Muzeul Mineritului din Bochum, precum și de implicarea totală a cinului monahal de la mănăstirea Negraia.